# Frank Dixon (lacrossespeler)
Francis Joseph (Frank) Dixon (Port Dalhousie, 1 april 1878 - Grantham (St. Catharines), 29 november 1932) was een Canadees lacrossespeler. 
Met de Canadese ploeg won Dixon de olympische gouden medaille in 1908.

## Resultaten
- 1908  Olympische Zomerspelen in Londen